# ダーク・フューネラル
ダーク・フューネラル（DARK FUNERAL）は、スウェーデン出身のブラックメタル・バンド。

## 概要・背景

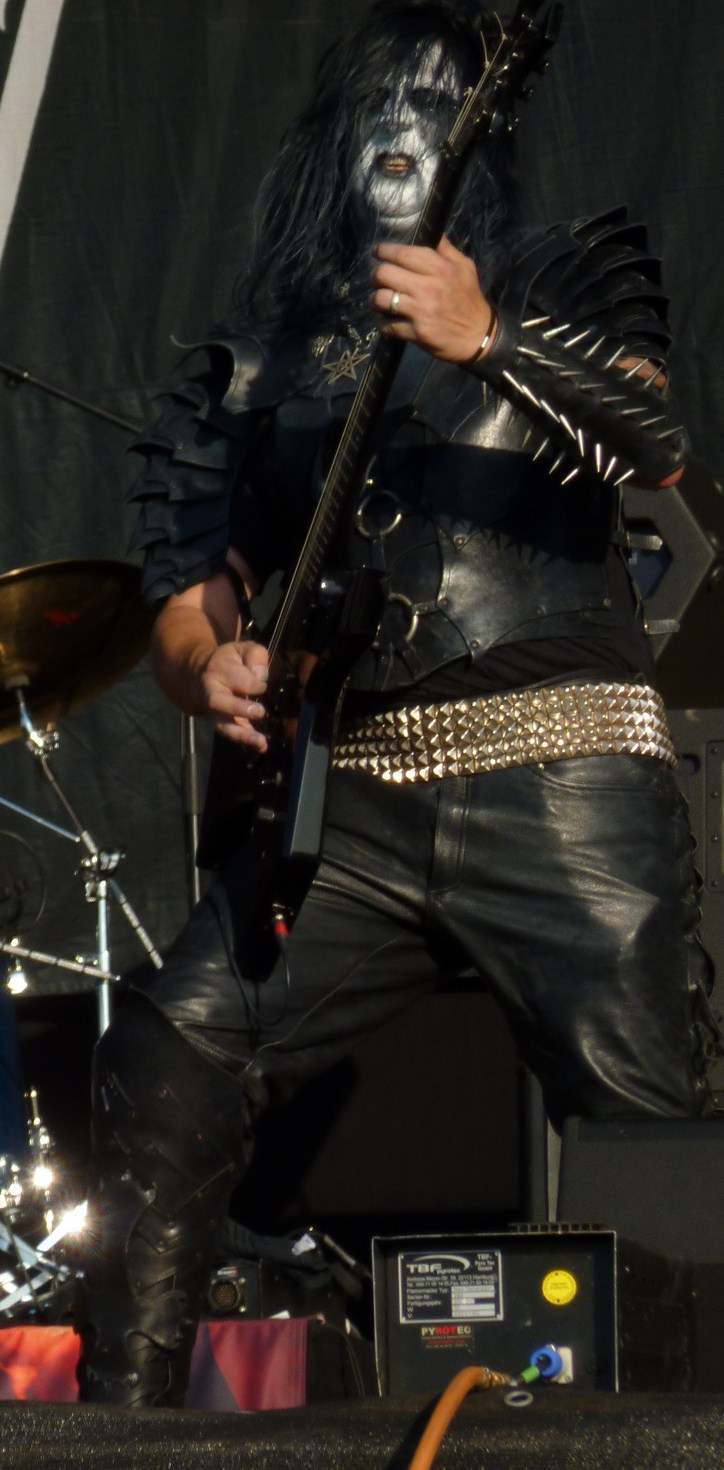
ロード・アーリマン(G) 2012年

スウェーデン北部出身のギタリスト、ミカエル・スバンベリ（元SATANS DESCIPLES）がブラックメタルの活動の場を求め、本場であるストックホルムに移って音楽活動を始める。2年掛かりでメンバーを集め、セムゴロス(Vo)、ブラックムーン(G)、ドラウガン(Ds)、自身も"ロード・アーリマン"と名乗り、1993年からバンドが発足する。
1996年には、アーリマン以外のメンバーが総入れ替えになっているなど、メンバーの入れ替えが多い。2010年にもアーリマンとチャック・モル(G)を残してメンバーが脱退した。2012年にボーカリストのナハトガルムが脱退すると、元メンバーのエンペラー・マグス・カリグラがライブサポートとして復帰した。
その後、ヘルヤルマドル(Vo)とナット(B)が加入した。2016年にナットが脱退した。同年に7年ぶりのフルアルバム『Where Shadows Forever Reign』をリリース。ベースはアーリマンが兼任した。2016年、12年ぶりに「LOUD PARK 16」にて来日。2017年11月にドミネーターが個人的な事情により脱退し、ヤロマー (Ds)が加入することが発表された。

## エピソード
母国での人気はかなり高く、スウェーデンアルバムチャートで、『Diabolis Interium』が16位、『Attera Totus Sanctus』が35位を記録した。
2003年に初来日を果たしており、2度目の来日は2004年に「EXTREME THE DOJO Vol.9」へ出演予定であったディム・ボルギルがキャンセルしたため、急遽代役として出演を行った。また、初来日の際には、ステージで火を吐くというパフォーマンスを行ったが、ライブ会場の火災報知機が反応し消防車が呼ばれるというハプニングが起こった。
またブラックメタル・バンドに多く見られる犯罪については、自身のインタビューで、「「銀行強盗・人を襲う・銃刀関連の犯罪」などの事件を起こし、警察のブラックリストにも登録されている」という事を語った。これらの事件で彼等は逮捕されたこともあるが、コープス・ペイントをした状態で行った為、証拠不十分として釈放されたという。その後、何かの事件が起きる度に自分達がその事件に関係していなくとも、電話による尋問などをされることもあるという話である。

## 音楽性と思想
音楽性としては、活動初期は邪悪さを重視した音楽性を展開、3rdアルバム「Diabolis Interium」以降は当時加入したマット・モディンによる、ブラストビートを多用したより攻撃的なブラックメタルへと変貌している。
ロード・アーリマンはサタニズムに関してこのような見解を示している。

## メンバー

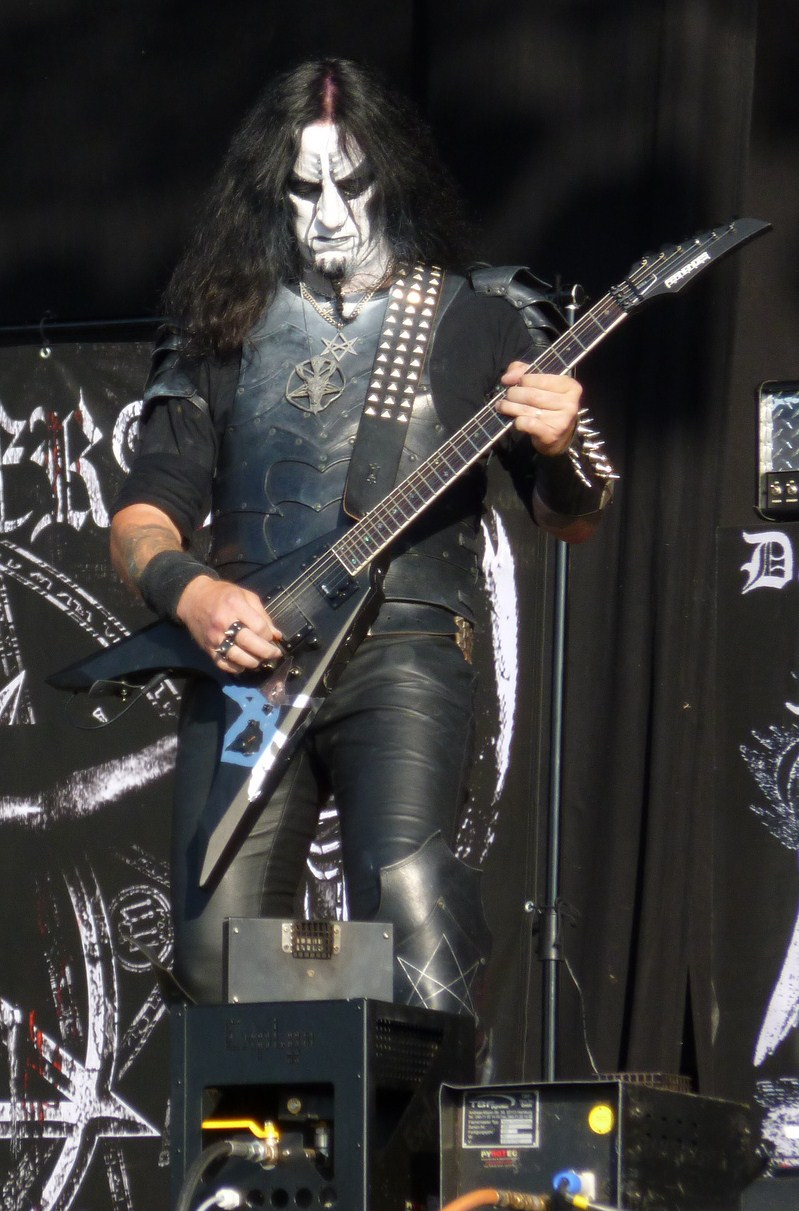
チャック・モール(G) 2012年

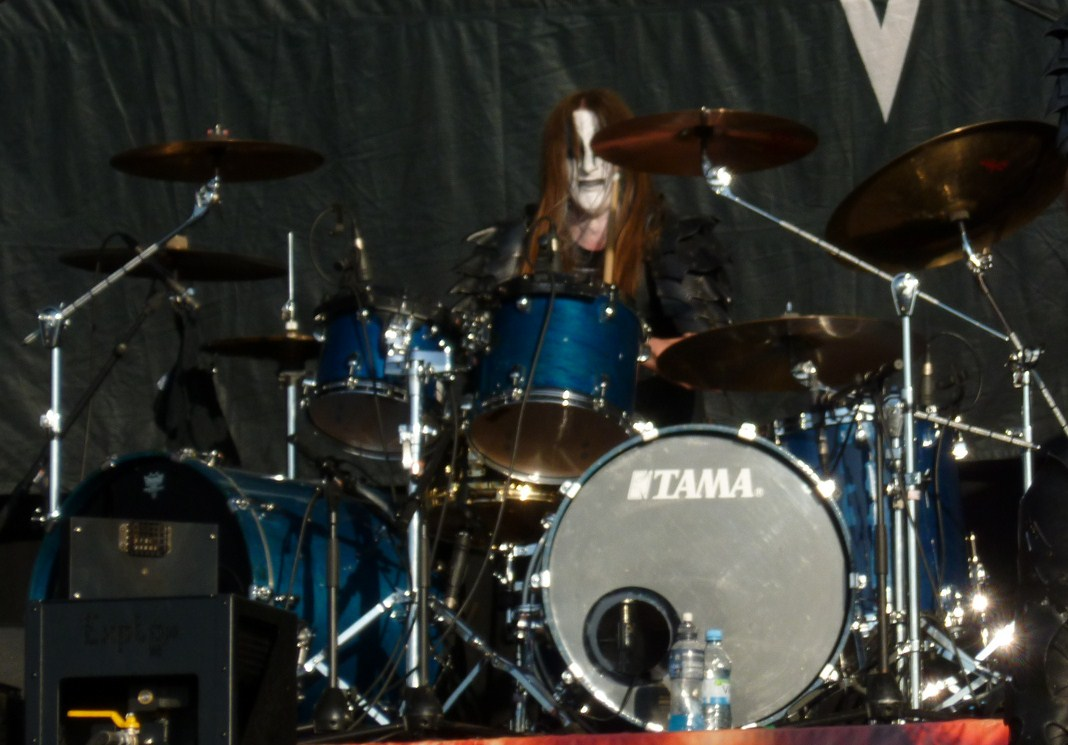
ドミネーター(Ds) 2012年

- ヘルヤルマドル (Heljarmadr) - ボーカル (2014- )
- ロード・アーリマン (Lord Ahriman) - ギター (1993- )

現在在籍する唯一のオリジナルメンバーで、バンドのリーダー格。
アルバムではベースを担当することもあった。
- チャック・モル (Chaq Mol) - ギター (2003- )
- アドラ＝メレク (Adra-Melek) - ベース (2018- )
- ヤロマー (Jalomaah) - ドラムス (2017- )

### 旧メンバー
- セムゴロス (Themgoroth) - ボーカル、ベース (1993-1996)

スカム (アモン・アマースの前身)等で活動。
- エンペラー・マグス・カリグラ (Emperor Magus Caligula) - ボーカル (1996-2010)

1996年から2001年まではベースを兼任していた。また、脱退後の2013年から2014年にかけてライヴサポートとして参加していた。
ヒポクリシー、デモノイド、ウィッチリー等で活動。
- ナハトガルム (Nachtgarm) - ボーカル (2011-2012)

Nagator等で活動。
- ブラックムーン (Blackmoon) - ギター (1993-1996)

2013年3月19日逝去（42歳没）。
- タイフォス (Typhos) - ギター (1996-1998)
- ドミニオン (Dominion) - ギター (1998-2002)
- B＝フォース (B-Force) - ベース (2005-2010)
- ツォルンヘイム (Zornheym) - ベース (2011-2014)

Devian等で活動。
- ナット (Natt) - ベース (2014-2016)
- ドラウガン (Draugen) - ドラムス (1993-1994)
- エキメンソーン (Equimanthorn) - ドラムス (1994-1995)
- アルザゼモン (Alzazmon) - ドラムス (1996-1998)

ディセクション等で活動。
- ガーンファウスト (Gaahnfaust) - ドラムス (1998-2000)
- マッテ・モディン (Matte Modin) - ドラムス (2000-2007)

デフレッシュド、ノンイグジスト、Raised Fist等で活動。
- ドミネーター (Dominator) - ドラムス (2007-2010, 2011-2017)

2010年に脱退するも、2011年に復帰。2017年に再度脱退した。

## ディスコグラフィー
アルバム
- The Secrets of the Black Arts (1996)
- Vobiscum Satanas (1998)
- Diabolis Interium (2001)
- De Profundis Clamavi Ad Te Domine (2004・ライブアルバム)
- Attera Totus Sanctus / 復讐の賛歌 (2005)
- Angelus Exuro pro Eternus (2009)
- Where Shadows Forever Reign (2016)
- We are the apocalypse(2022)

## 日本公演
- 2003年
- 2004年　EXETRME THE DOJO Vol.9
- 2016年 LOUD PARK 16
- 2018年